# Ylvis
Ylvis is een Noors komisch duo bestaande uit de broers Bård Ylvisåker (1982) en Vegard Ylvisåker (1979).

## Carrière
Het duo dat oorspronkelijk uit Bergen komt, had in 2000 het eerste succes met hun voorstelling 'Ylvis - en kabaret'. Meerdere shows volgden nadat het een succes bleek. Later werden ze ook landelijk bekend via televisie-optredens. Het duo produceerde ook een video voor de televisieserie Einspieler of teaser. Verschillende muziekvideo's zoals Stonehenge en Jan Egeland publiceerden ze op YouTube. Deze video's hadden beide honderdduizenden kijkers. Sinds 2011 heeft Ylvis een wekelijks praatprogramma op TVNorge, getiteld 'I kveld med Ylvis' (Vanavond met Ylvis). Het twee uur durende programma is een combinatie tussen een praatprogramma en komedie.
In 2012 bracht het duo de Russischtalige muziekvideo Janym (Жаным) uit. Het nummer is geproduceerd in Kirgizië. Het doel van het duo was om "groots" te worden met een lied. Echter, zo vertelden ze, vonden ze bekend worden in de Verenigde Staten of het Verenigd Koninkrijk te moeilijk en zijn ze daarom uitgeweken naar Kirgizië. Het duo sprak zelf geen woord Russisch en moest dit daarom ter plekke aanleren. Het nummer werd in het land een aantal keer gedraaid op grote lokale radiostations en het duo zong het lied een aantal keren voor publiek, onder meer op live televisie.
Op 3 september 2013 bracht Ylvis de muziekvideo The Fox uit. Deze diende ter promotie voor het derde seizoen van hun praatprogrammaI kveld med Ylvis. Na de publicatie van de video op YouTube werd deze na 10 dagen 25 miljoen keer bekeken. Op 8 oktober 2013 stond de teller zelfs op 100 miljoen views. In Noorwegen kwam het nummer in de VG-lista binnen op nummer 7 en een week later bereikte het de nummer 1-positie, waar het vier weken wist te blijven staan. Ook in tal van andere landen wist The Fox een notering te behalen in de hitlijsten.

## Televisie
- Norges herligste (2007-2008)
- Ylvis møter veggen (2008)
- Hvem kan slå Ylvis? (2009)
- Nordens herligste (2010)
- I kveld med Ylvis (2011 - heden)

## Muziekvideo's
Video's / Singles
- Work It (3 oktober 2011)
- Stonehenge (2 november 2011)
- Someone Like Me (12 september 2012)
- Jan Egeland (30 september 2012)
- Janym (Жаным) (21 oktober 2012)
- Pressure (8 november 2012)
- Da vet du at det er Jul (2012)
- La det på is (2013)
- The Fox (3 september 2013)
- Massachusetts (22 oktober 2013)
- Christmas for Kiddeys  (18 december 2013)
- The Cabin (19 september 2013)
- Trucker's Hitch (16 september 2014)
- Mr. Toot (30 september 2014)
- Yoghurt (28 oktober 2014)
- Intolerant (18 november 2014)
- Shabby Chic (28 februari 2014)
- A capella (5 januari 2016)
- Old Friends (19 januari 2016)
- Engine for Gabriel (1 maart 2016)
- Language of Love (15 maart 2016)

## Discografie

### Singles
| Single met eventuele hitnotering(en) in de Nederlandse Top 40 | Datum van verschijnen | Datum van binnenkomst | Hoogste positie | Aantal weken | Opmerkingen                 |
| ------------------------------------------------------------- | --------------------- | --------------------- | --------------- | ------------ | --------------------------- |
| The fox                                                       | 2013                  | 05-10-2013            | tip5            | -            | Nr. 63 in de Single Top 100 |

| Single met hitnotering(en) in de Vlaamse Ultratop 50 | Datum van verschijnen | Datum van binnenkomst | Hoogste positie | Aantal weken | Opmerkingen |
| ---------------------------------------------------- | --------------------- | --------------------- | --------------- | ------------ | ----------- |
| The fox                                              | 2013                  | 19-10-2013            | 49              | 1            |             |